# Mesochorus rusticus
Mesochorus rusticus là một loài tò vò trong họ Ichneumonidae.